# داروينية التلال
داروينية التلال (الاسم العلمي:Darwinia collina) هي نوع من النباتات تتبع جنس الداروينية من فصيلة الآسية. تم وصف هذا النوع من النبات علمياً لأول مرة من قبل جورج غاردنر سنة 1923.